# Stevens Point
Pour les articles homonymes, voir Stevens.
La ville de Stevens Point est située dans le comté de Portage, dans l’État du Wisconsin, aux États-Unis. Sa population s’élevait à 26 717 habitants lors du recensement de 2010, estimée à 26 293 habitants en 2017.

## Démographie
| Groupe            | Stevens Point | Wisconsin | États-Unis |
| ----------------- | ------------- | --------- | ---------- |
| Blancs            | 91,7          | 86,2      | 72,4       |
| Asiatiques        | 4,7           | 2,3       | 4,8        |
| Métis             | 1,5           | 1,8       | 2,9        |
| Afro-Américains   | 0,9           | 6,3       | 12,6       |
| Autres            | 0,8           | 2,4       | 6,2        |
| Amérindiens       | 0,4           | 1,0       | 0,9        |
| Total             | 100           | 100       | 100        |
|                   |               |           |            |
| Latino-Américains | 2,6           | 5,9       | 16,7       |

Selon l'American Community Survey, pour la période 2011-2015, 92,67 % de la population âgée de plus de 5 ans déclare parler anglais à la maison, alors que 2,39 % déclare parler une langue hmong, 1,75 % l'espagnol, 0,76 % une langue chinoise, 0,56 % l'allemand et 1,88 % une autre langue.

## Jumelages
- Caen (France)
- Rostov Veliki (Russie)
- Gulcz (Pologne)

## Source
- (en) Cet article est partiellement ou en totalité issu de l’article de Wikipédia en anglais intitulé « Stevens Point, Wisconsin » (voir la liste des auteurs).

1. ↑  (en) « Stevens Point, PA Population - Census 2010 and 2000 », sur censusviewer.com (consulté le 27 avril 2016).
2. ↑  (en) « Population of Wisconsin - Census 2010 and 2000 », sur censusviewer.com (consulté le 27 avril 2016).
3. ↑  (en) « Language spoken at home by ability to speak English for the population 5 years and over ».